# Georg Wilhelm von Minckwitz
Georg Wilhelm von Minckwitz (* 21. Februar 1736 in Schlesien; † 19. März 1796 in Warschau) war ein preußischer Generalmajor und Kommandeur des Kürassierregiment „von Mengden“.

## Leben

### Herkunft
Seine Eltern waren Karl Friedrich von Minckwitz (* 28. September 1689; † 1. Juni 1740) und dessen Ehefrau Maria Charlotte, geborene von Zeilberg, verwitwete von Reutz (* 1700; † 19. März 1752). Sein Vater war schwedischer und landgräflich hessischer Major sowie Erbherr auf Ofendorf und Buchwald.

### Militärkarriere
Minckwitz kam am 1. Juni 1750 als Standartenjunker in das Kürassierregiment „von Rochow“. Dort wurde er am 29. Juli 1756 Kornett und nahm als solcher am Siebenjährigen Krieg teil. Er kämpfte in den Schlachten von Lobositz, Kolin, Leuthen, Zorndorf, Liegnitz, Torgau und Freiberg. Minckwitz wurde am 7. Mai 1758 Leutnant und am 27. Mai 1761 Stabsrittmeister in seinem Regiment.
Nach dem Krieg wurde er am 23. Juli 1769 Rittmeister und Kompaniechef. Als solcher nahm er 1778/79 am Bayerischen Erbfolgekrieg teil. Dann wurde er am 6. Oktober 1779 Major und am 23. Mai 1788 in das Kürassierregiment „von Mengden“ versetzt. Innerhalb des Regiments stieg Minckwitz bis zum 11. Januar 1795 zum Generalmajor auf. Er starb dann am 19. März 1796 in Warschau.

### Familie
Minckwitz heiratete am 19. November 1771 Charlotte Luise von Brösigke (* 1. August 1742; † 17. Oktober 1796). Das Paar hatte folgende Kinder:
- Karl (* 7. März 1773; † 3. Januar 1842), Major ⚭ 10. Mai 1810 Frederike Karoline Luise von Heising (* 14. Oktober 1784; † 20. Juni 1851), Tochter von Ludwig Ferdinand Friedrich von Heising
- Friedrich Ludwig (* 26. Mai 1775; † 1. April 1844), Rittmeister ⚭ 13. September 1808 Charlotte von Rosenschanz (* 13. Juni 1788; † 23. Dezember 1823)
- Luise
- Karoline